# Arthur (voornaam)
Arthur is een jongensnaam.

Arthur Schopenhauer

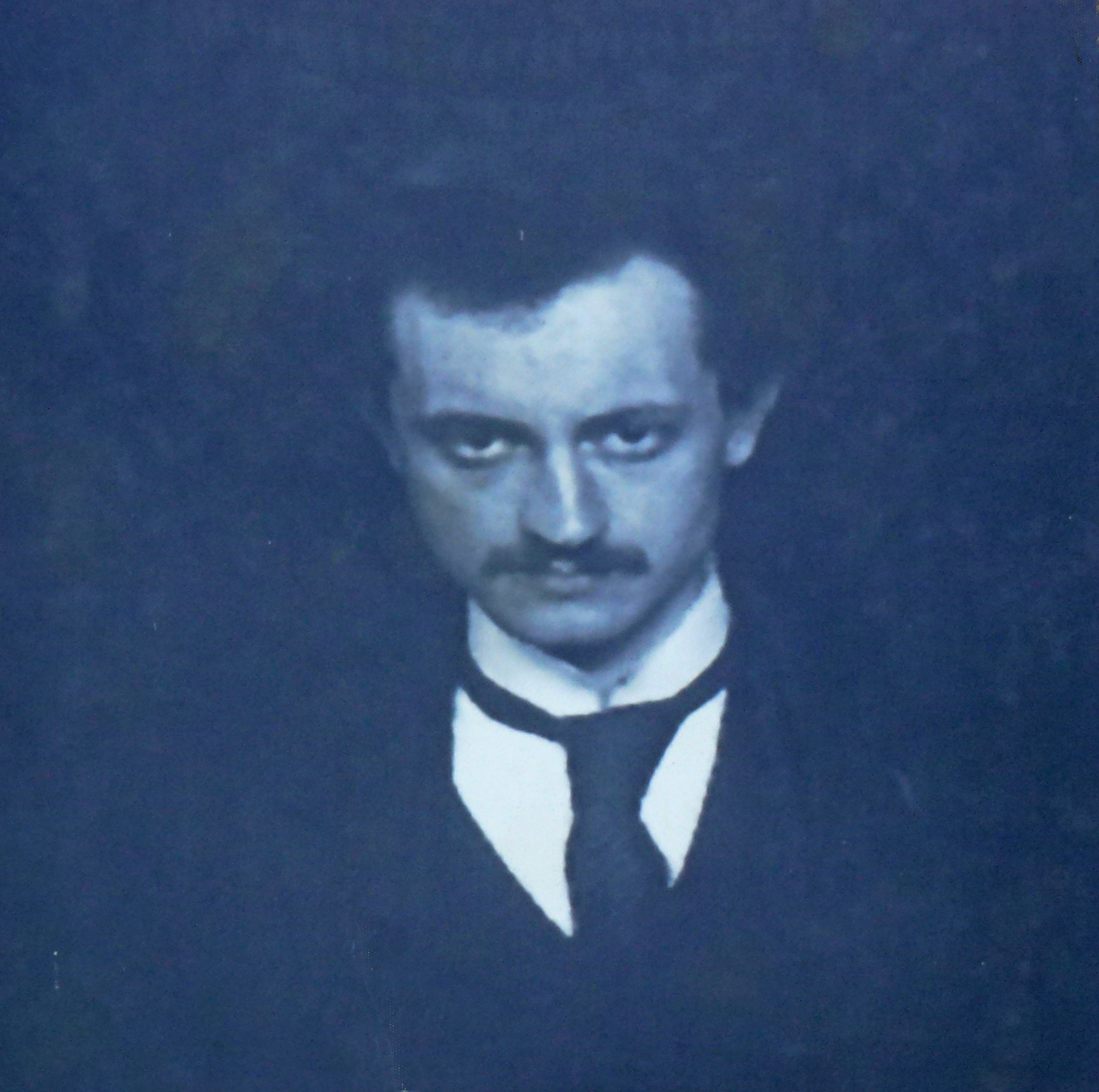
Arthur van Schendel

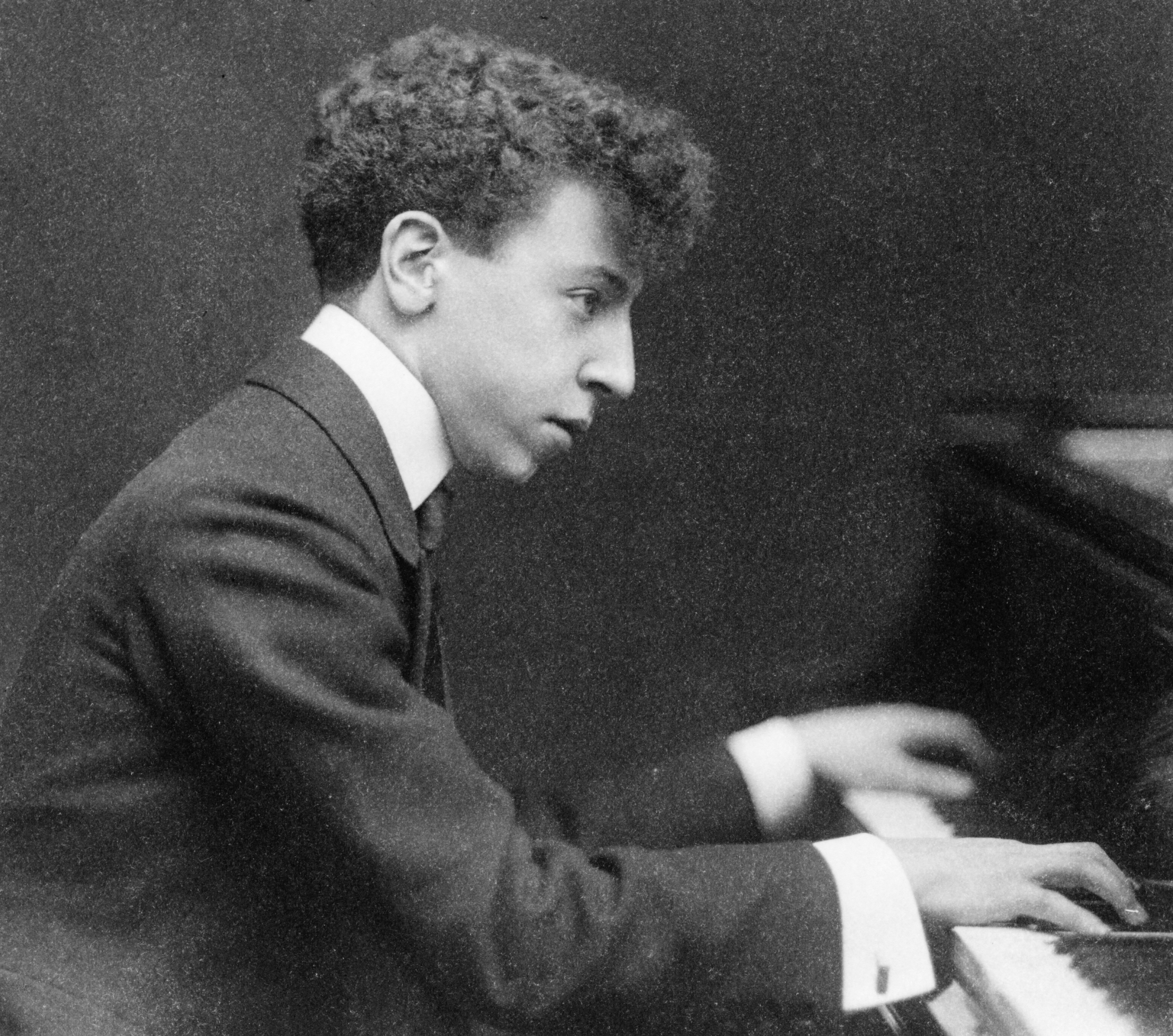
Arthur Rubinstein

Varianten zijn Artur, Arturo en Atte (Fries).
De oorsprong en de betekenis zijn niet zeker. De naam wordt wel in verband gebracht met het Keltische 'beer', het Welshe 'held', het Oudnoors 'arend' en met een de Romeinse gensnaam (geslachtsnaam) Artorius.

## Bekende naamdragers
- Arthur Abolianin, een Belgische schaker
- Arthur Ashe, een Amerikaanse tennisser
- Arthur Axmann, een Duitse voorman van de Hitlerjugend
- Arthur Blanckaert, de echte naam van Will Tura, een Belgische zanger
- Arthur Blavier, een Belgische voetbalscheidsrechter
- Arthur Bliss, een Engelse componist
- Arthur Moeller van den Bruck, een Duitse historicus en schrijver
- Arthur C. Clarke, een Britse sciencefictionschrijver
- Arthur Conan Doyle, een Britse schrijver, schepper van Sherlock Holmes
- Arthur Conley, een Amerikaanse soul-zanger
- Arthur Docters van Leeuwen, een voormalig Nederlandse procureur-generaal, voormalig hoofd van de BVD; hoofd Autoriteit Financiële Markten
- Arthur Dunkelblum, een Belgische schaker
- Arthur Eddington, een Britse astronoom
- Arthur Hailey, een Brits-Canadese schrijver
- Arthur Haulot, een Belgische verzetsstrijder en journalist
- Arthur Henderson, een Britse politicus
- Arthur Honegger, een Zwitserse componist
- Arthur Japin, een Nederlandse schrijver
- Arthur Lehning, een Nederlandse anarchist en schrijver
- Arthur Liebehenschel, een commandant van het concentratiekamp Auschwitz
- Arthur Lieutenant, een Oost-Duitse politicus
- Arthur Miller, een Amerikaanse toneelschrijver, getrouwd geweest met Marilyn Monroe
- Arthur Nebe, een Duitse politiecommissaris en SS-Gruppenführer
- Arthur Nieuwenhuys, een Nederlandse kunstenaar
- Arthur van de Oudeweetering, een Nederlandse schaker
- Arthur Rimbaud, een Franse dichter
- Arthur Rubinstein, een Pools-Amerikaanse pianist
- Arthur Schawlow, een Amerikaanse natuurkundige
- Arthur van Schendel, een Nederlandse schrijver
- Arthur Schnitzler, een Oostenrijkse schrijver
- Arthur Schopenhauer, een Duitse filosoof
- Arthur Seyss-Inquart, een Oostenrijkse rijkscommissaris van Nederland tijdens de Tweede Wereldoorlog
- Arthur Arz von Straußenburg, een Oostenrijks-Hongaarse militair
- Arthur Wellesley, 1e hertog van Wellington, Britse edelman die Napoleon versloeg bij Waterloo

## Fictieve naamdragers
- Koning Arthur
- Arthur Wemel, personage uit Harry Potter
- Arthur (stripfiguur), stripfiguur uit Suske & Wiske
- Arthur Dent, antiheld uit Het Transgalactisch Liftershandboek